# Tony Hawk’s Pro Skater
Tony Hawk’s Pro Skater (Tony Hawk’s Skateboarding в Великобритании, Австралии, Новой Зеландии и некоторых странах Европы) — видеоигра в жанре спортивного симулятора скейтбординга, разработанная компанией Neversoft и выпущенная Activision 29 сентября 1999 года для игровой приставки PlayStation. Впоследствии портирована на Nintendo 64, Dreamcast и N-Gage. Также игра была адаптирована под Game Boy Color.
Игра получила одобрение критиков во всех версиях, кроме версии для Game Boy Color, которая была принята более неоднозначно.
Продолжение, Tony Hawk’s Pro Skater 2, вышло в 2000 году. Ремастер игры вместе со второй частью под названием Tony Hawk’s Pro Skater 1 + 2 вышел в 2020 году.

## Игровой процесс
Целью игры является выполнение трюков, за которые игроку начисляются баллы. Количество очков зависит от: времени и частоты выполнения, угла наклона и количества трюков, выполненных последовательно. При безошибочном выполнении трюков заполняется специальная шкала. Будучи полной она позволяет выполнить «особые движения», за которые начисляют гораздо больше баллов, нежели за обычные трюки. В случае ошибки игрок получает штрафные очки, а специальная шкала обнуляется.
В Pro Skater есть несколько режимов игры: карьера, одиночная игра, свободная игра и мультиплеер (на 2-х игроков). Многопользовательский контент представлен тремя режимами: «Graffiti», «Trick Attack» и «Horse».

### Представленные скейтбордисты
В игре представлены десять реально существующих профессиональных скейтбордистов, а также два разблокируемых оригинальных персонажа.
- Боб Бернквист
- Карим Кэмпбелл
- Руне Глифберг
- Тони Хоук
- Баки Ласек
- Чад Маска
- Эндрю Рейнольдс
- Джефф Роули
- Элисса Стимер
- Джейми Томас

Секретные персонажи:
- Офицер Дик
- Прайвет Каррера (можно разблокировать с помощью читов)

## Разработка
После выхода аркадной игры Top Skater (1997) от Sega и игры для PlayStation Street Sk8er (1998) от Electronic Arts, Activision определила игры, имитирующие скейтбординг, как растущий рынок в игровой индустрии и пришла к выводу, что такая игра найдет отклик у молодой аудитории. До участия Neversoft в проекте задача по разработке игры для Activision была возложена на другую студию. Попытка этой студии не впечатлила Activision и не продвинулась дальше стадии концепта. Тогда издатель решил доверить проект компании Neversoft, которая недавно за девять месяцев завершила работу над шутером от третьего лица Apocalypse. Хотя Neversoft никогда раньше не разрабатывала спортивные игры, команда разработчиков была уверена в своей способности выполнить задачу до наступления рождественских праздников 1999 года.
Во время разработки команда Neversoft проводила обеденные перерывы в боулинге неподалёку от студии, где они играли в игру Top Skater от Sega (от создателя Crazy Taxi Кендзи Канно). Дизайн игры оказал сильное базовое влияние, наряду с наблюдениями за реальными скейтерами, выступающими на X Games. Хотя команда решила, что линейность Top Skater не соответствует тому ощущению веселья, к которому они стремились, элемент «гоночной трассы» был сохранен в двух уровнях игры. В отличие от последующих игр серии, Neversoft не использовала существующие локации для дизайна уровней игры, а просто представила себе потенциальные места для катания, такие как школа или город, и включила в них такие элементы, как рампы и рейлы, чтобы улучшить игровой процесс. Команда сознательно отдавала предпочтение веселью, а не реализму в подходе к дизайну уровней и физике игры.

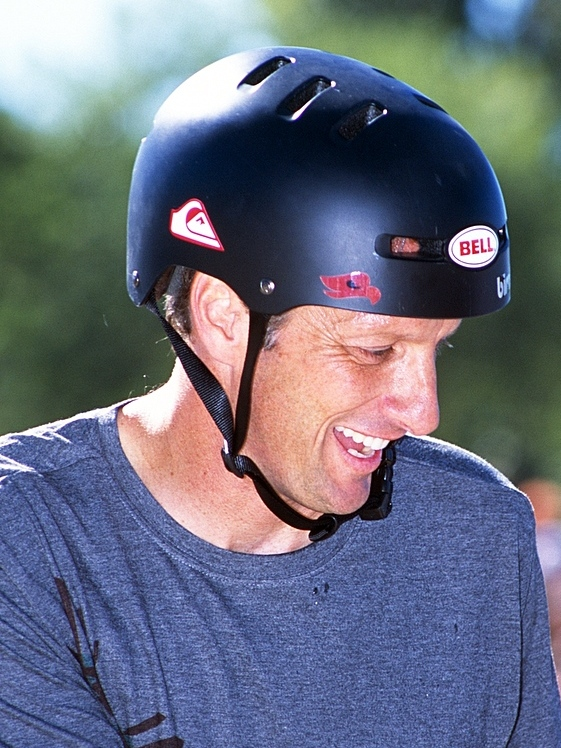
Тони Хоук, герой игры, в 2006 году

Движок игры представляет собой модифицированную версию движка предыдущей игры Neversoft Apocalypse, а прототип игры использовал персонажа Брюса Уиллиса из той игры в качестве персонажа игрока. Как только прототип достиг функционального и наглядного состояния, команда Neversoft поняла, что им потребуется профессиональный скейтбордист для помощи в оставшейся части производства. В то время Тони Хоук был популярной фигурой в скейтбординге. В сентябре 1998 года Activision установила контакт с Хоуком и организовала встречу между ним и Neversoft. Хоук был впечатлен преданностью членов команды разработчиков скейтбордингу, управлением и движком ранней сборки их игры и поэтому согласился предоставить свое имя и участие в производстве. Впоследствии Хоук отклонил предложение Activision о единовременном выкупе за постоянное использование его имени и изображения в игре в пользу роялти, по которому Хоук получал бы процент с каждой проданной копии. В результате успеха серии в течение двух лет Хоук заработал бы в десять раз больше, чем первоначально предлагала Activision. 14 января 1999 года Activision публично объявила о своем соглашении с Хоуком о включении его в игру. Старший вице-президент Activision Митч Ласки в интервью GameSpot заявил, что персонаж должен был «отражать фирменный стиль Тони — интенсивное сочетание акробатики и жесткого технического катания». Хоук отметил, что он « всегда хотел помочь создать видеоигру, которая бы отражала реальность и волнение профессионального скейтбординга».
В течение всего времени разработки Хоук периодически играл в сборки игры и давал свои отзывы. Он также отобрал группу других профессиональных скейтеров для включения в игру в качестве играбельных персонажей, исходя из их навыков, личностных качеств и разнообразия; каждый скейтер получал часть роялти и мог выбрать свой наряд и специальный трюк для игры. При создании анимации скейтеров команда дизайнеров в основном полагалась на использование видеоматериалов. Для повышения реалистичности анимации была предпринята попытка использовать захват движения, но в связи с тем, что эта технология была ещё в зачаточном состоянии, результат был признан не таким качественным, как в предыдущих анимациях. Трюк 900, показанный в игре, был взят из видеозаписи знаменитого выступления Хоука на X Games летом того года, и в результате был добавлен относительно поздно.
Сбор видеокассет был непосредственно вдохновлен сбором звёзд в игре Super Mario 64. При разработке задач команда собиралась за столом, рисовала уровень, а затем спрашивала, что можно сделать на этом уровне, на что члены команды предлагали свои идеи. Среди отвергнутых концепций, возникших в ходе этих сессий, были уровни, проходящие на шоссе и на причале, а также сценарий, в котором игрок терял колесо и должен был кататься на трех колесах. Предполагалось, что в игру будут включены «мануалы», но из-за нехватки времени они были убраны; впоследствии «мануалы» будут включены в Tony Hawk’s Pro Skater 2.

## Саундтрек[5]
| №   | Название                               | Длительность |
| --- | -------------------------------------- | ------------ |
| 1.  | «Dead Kennedys — Police Truck»         |              |
| 2.  | «The Ernies — Here and Now»            |              |
| 3.  | «Even Rude — Vilified»                 |              |
| 4.  | «Goldfinger — Superman»                |              |
| 5.  | «Primus — Jerry Was a Race Car Driver» |              |
| 6.  | «Speedealer — Screamer/Nothing to Me»  |              |
| 7.  | «Suicidal Tendencies — Cyco Vision»    |              |
| 8.  | «The Suicide Machines — New Girl»      |              |
| 9.  | «Unsane — Committed»                   |              |
| 10. | «The Vandals — Euro-Barge»             |              |

## Оценки игры
| Сводный рейтинг    | Сводный рейтинг | Сводный рейтинг | Сводный рейтинг | Сводный рейтинг | Сводный рейтинг |
| Издание            | Оценка          | Оценка          | Оценка          | Оценка          | Оценка          |
| Издание            | Общая           | Dreamcast       | N64             | N-Gage          | PS              |
| ------------------ | --------------- | --------------- | --------------- | --------------- | --------------- |
| GameRankings       |                 | 94,00 %         | 92,40 %         | 77,18 %         | 93,67 %         |
| MobyRank           | 92/100          |                 |                 |                 |                 |
| Иноязычные издания |                 |                 |                 |                 |                 |
| Издание            | Оценка          | Оценка          | Оценка          | Оценка          | Оценка          |
| Издание            | Общая           | Dreamcast       | N64             | N-Gage          | PS              |
| GameSpot           |                 |                 |                 |                 | 9,3/10          |
| IGN                |                 |                 |                 |                 | 9,4/10          |

Версия игры для PlayStation была встречена положительно, набрав 93,67 % на основании 28 отзывов. Порт на Nintendo 64 был чуть менее успешен, чем оригинал. IGN оценила игру в 9,1 балл по десятибалльной шкале.
Даг Перри из IGN высоко оценил «изобретательный, глубокий и удивительно захватывающий» геймплей игры, «стабильную и последовательную» скорость обучения, «интуитивное и естественное» управление, большие и сложные уровни, «потрясающую» физику и «идеальный» саундтрек. Перри заключил, что игра «ухватила чистую суть и радикальное чувство скейтбординга, передав его в почти идеальной форме на PlayStation с мастерством и чувством тонкости программирования, превосходящим воображение», и описал игру как «ту редкую жемчужину, которая бросает вызов тому, что другие разработчики говорят, что это невозможно сделать». Джефф Герстманн из GameSpot высоко оценил графику игры, частоту кадров, камеру и звуковые эффекты и назвал игру «достойным дополнением к любой коллекции PlayStation», хотя лично ему не понравился саундтрек, и он хотел бы, чтобы в игре было больше разнообразия трюков. Кроме того, он отметил, что версия для Dreamcast использует аппаратные возможности консоли в своих интересах, демонстрируя более четкие текстуры и более плавную частоту кадров, «что вполне может заставить плакать давних поклонников игры». Крис Карле из IGN также высоко оценил улучшенные текстуры версии для Dreamcast.
Tony Hawk’s Pro Skater получила премию BAFTA в области игр 2004 года в номинации «Mobile Game».